# Dānu
Dānu (devanagari: दनु) è una dea primordiale della mitologia indiana. Era madre dei Danava.

## Rigveda
Nel Rigveda Danu è la personificazione delle acque primordiali. Viene chiamata la madre di Vṛtra, il serpente demoniaco ucciso da Indra (Rigveda, I, 32).
Nella tradizione successiva divenne una figlia di Daksha e una delle mogli di Kaśyapa.

## Etimologia
La parola sanscrita danu, intesa come "pioggia" o "liquido", viene paragonata all'avestico danu, "fiume" e inoltre ai nomi dei fiumi Don, Danubio, ecc. La parola danu è neutra, ma appare anche al femminile (Rigveda, I, 54).

## Luoghi di culto
La dea Danu ha due templi a Bali, Indonesia: il tempio Pura Ulun Danu sul lago Bratan e il tempio Ulun Danu Batur presso Penelokan.